# Coleophora circumdatella
Coleophora circumdatella é uma espécie de mariposa do gênero Coleophora pertencente à família Coleophoridae.